# Силиштеа (Рачу)
Силиштеа (рум. Siliștea) насеље је у Румунији у округу Дамбовица у општини Рачу. Oпштина се налази на надморској висини од 223 m.

## Становништво
Према подацима из 2002. године у насељу је живело 886 становника, од којих су сви румунске националности.